# Liste der Wissenschaftsminister von Sachsen
Die Liste der Wissenschaftsminister von Sachsen bietet einen Überblick über die Wissenschaftsminister des Freistaates Sachsen seit Errichtung des sächsischen Wissenschaftsministeriums 1990.
| Name                                | Amtsantritt                                       | Kabinett                                  | Partei                              |
| Minister für Wissenschaft und Kunst | Minister für Wissenschaft und Kunst               | Minister für Wissenschaft und Kunst       | Minister für Wissenschaft und Kunst |
| ----------------------------------- | ------------------------------------------------- | ----------------------------------------- | ----------------------------------- |
| Hans Joachim Meyer                  | 8. November 1990 6. Oktober 1994 26. Oktober 1999 | Biedenkopf I Biedenkopf II Biedenkopf III | CDU                                 |
| Matthias Rößler                     | 2. Mai 2002                                       | Milbradt I                                | CDU                                 |
| Barbara Ludwig                      | 11. November 2004                                 | Milbradt II                               | SPD                                 |
| Eva-Maria Stange                    | 14. September 2006 18. Juni 2008                  | Milbradt II Tillich I                     | SPD                                 |
| Sabine von Schorlemer               | 30. September 2009                                | Tillich II                                | parteilos                           |
| Eva-Maria Stange                    | 13. November 2014 18. Dezember 2017               | Tillich III Kretschmer I                  | SPD                                 |
| Minister für Wissenschaft           |                                                   |                                           |                                     |
| Sebastian Gemkow                    | 20. Dezember 2019 19. Dezember 2024               | Kretschmer II Kretschmer III              | CDU                                 |